# 渋木駅
渋木駅（しぶきえき）は、山口県長門市深川湯本字畑河内にある、西日本旅客鉄道（JR西日本）美祢線の駅である。

## 歴史
- 1924年（大正13年）3月23日：美禰線（1963年より美祢線と表記）の於福駅 - 正明市駅（現・長門市駅）間延伸により開業[1]。一般駅[2]。
- 1963年（昭和38年）6月1日：貨物の取り扱いを廃止[2]。
- 1984年（昭和59年）2月1日：荷物扱い廃止[2]。
- 1985年（昭和60年）2月1日：無人化[3][4]。
- 1987年（昭和62年）4月1日：国鉄分割民営化により、西日本旅客鉄道へ移管[3]。
- 2010年（平成22年）7月15日：大雨による厚狭川氾濫で橋梁や路盤が流失。全線不通となり、営業休止。
- 2011年（平成23年）9月26日：全線開通により、営業再開。
- 2023年（令和5年）7月1日：大雨による厚狭川増水で橋梁や路盤が流出[5]。全線不通となり、営業休止。4日より代行バスが運行開始[6][7]。

## 駅構造
相対式ホーム2面2線で、交換設備を有する地上駅。下りホームに面して木造駅舎があるが、無人駅（長門鉄道部管理）となっており、自動券売機等もない。上りホームへは跨線橋で結ばれている。

### のりば
| ホーム | 路線    | 方向 | 行先             |
| ------ | ------- | ---- | ---------------- |
| 駅舎側 | ■美祢線 | 下り | 長門市・仙崎方面 |
| 反対側 | ■美祢線 | 上り | 美祢・厚狭方面   |

※案内上ののりば番号は設定されていない。

## 利用状況
1日の平均乗車人員は以下の通りである。
| 乗車人員推移 | 乗車人員推移 |
| 年度         | 1日平均人数  |
| ------------ | ------------ |
| 1999         | 35           |
| 2000         | 32           |
| 2001         | 36           |
| 2002         | 37           |
| 2003         | 34           |
| 2004         | 27           |
| 2005         | 36           |
| 2006         | 27           |
| 2007         | 27           |
| 2008         | 24           |
| 2009         | 22           |
| 2010         | 15           |
| 2011         | 15           |
| 2012         | 10           |
| 2013         | 12           |
| 2014         | 11           |
| 2015         | 10           |
| 2016         | 11           |
| 2017         | 11           |
| 2018         | 12           |
| 2019         | 8            |
| 2020         | 6            |
| 2021         | 5            |
| 2022         | 8            |

## 駅周辺
長門市南部の山あいにあり、美祢市との市境に面する集落である。駅舎の所在地は長門市深川湯本となっているが、駅のほぼ半分は長門市渋木に所在し、駅名もそこから取ったものである（渋木地区の中心集落は駅よりやや東方に開けた場所にある）。
- 渋木簡易郵便局
- 渋木八幡宮
- 長門市立大畑小学校
- 国道316号

## 隣の駅
西日本旅客鉄道（JR西日本）
■美祢線
於福駅 - 渋木駅 - 長門湯本駅